# Katholieke Universiteit van Kroatië
De Katholieke Universiteit van Kroatië (Kroatisch: Hrvatsko katoličko sveučilište) is een publieke onderzoeksuniversiteit, gevestigd in Zagreb, Kroatië. De universiteit werd opgericht op 3 juni 2006 nadat op 12 oktober 2004 gedurende de Conferentie van Kroatische Bisschoppen daartoe was besloten. 
Haar eerste academische jaar was voor de universiteit was in 2010/2011, toen 40 studenten begonnen aan de studie geschiedenis. Een jaar later bood de universiteit ook sociologie en psychologie aan. Anno 2020 heeft de universiteit zes faculteiten. 